# Chiesa di San Silvestro Papa (Cimadolmo)
La chiesa di San Silvestro Papa è la parrocchiale di Cimadolmo, in provincia e diocesi di Treviso; fa parte del vicariato di Monastier.

## Storia
La primitiva chiesa di San Silvestro, che era filiale della pieve di Stabiuzzo, sorgeva in località Cornudella ed era gestita da alcuni monaci provenienti dall'abbazia di Nonantola.
Tale cappella venne distrutta durante un'esondazione del fiume Piave nel 1344 e fu quindi riedificata assieme al paese nei pressi della località Ulmo; la zona cominciò poi ad essere nota con il nome Cima di Ulmo e poi come Cimadolmo.
Nel 1567 una nuova alluvione del Piave rase al suolo la chiesetta; il borgo venne ricostruito in un'altra posizione e la nuova chiesa fu edificata verso il 1660.
Da una descrizione della chiesa datata 1670 s'apprende che era dotata di quattro altari.
Nel XVIII secolo l'edificio venne ampliato. e da un atto del 1745 s'apprende che al suo interno si trovavano sei altari.
Nel 1887 il vescovo di Treviso Giuseppe Apollonio rilevò che la chiesa versava in pessime condizioni e, a causa di ciò, a partire dal 1912 la struttura fu al centro di un importante rifacimento condotto su progetto dell'opitergino Antonio Sordoni; nello stesso periodo a destra del presbiterio venne realizzata una riproduzione dell Grotta di Lourdes, terminata nel 1913 e all'interno della quale fu collocata una statua della Madonna, opera di Giordano Beotto.
Nel 1917, nel corso della prima guerra mondiale, la chiesa fu gravemente lesionata dai bombardamenti e, terminato il conflitto, ciò che ne rimaneva venne demolito per ricostruire l'edificio dalle fondamenta.
L'attuale parrocchiale, progettata da Luigi Candiani, venne costruita tra il 1921 e il 1924; nel 1926 fu riedificata anche la cappella della Madonna di Lourdes.
Nel 1965 la chiesa venne consacrata.
Tra il 1975 e il 1976 il pavimento fu sostituito da uno nuovo in seminato cementizio e in marmo rosso di Verona e di Botticino.

## Descrizione

### Esterno
La facciata della chiesa, rivolta ad oriente, è a capanna presenta il rosone caratterizzato da una modanatura in mattone, il protiro sorretto da due colonnine, dal dipinto sovrastante il portale in cui è ritratto San Silvestro Papa e degli archetti pensili sotto la linea di gronda. Ai lati e sul colmo degli spioventi sono collocati tre pinnacoli.

### Interno
L'interno è ad un'unica navata, sulla quale s'aprono quattro cappelle laterali, alle quali s'aggiunge la cappellina della Madonna di Lourdes, in cui è presente una riproduzione della grotta delle apparizioni.
Opere di pregio qui conservate sono l'acquasantiera in pietra grigia, risalente al XVII secolo, e il novecentesco gruppo scultoreo ritraente Sant'Anna e la Vergine Bambina, donato dalla Pia Unione delle Madri Cristiane.